# Philolema arachnovora
Philolema arachnovora is een vliesvleugelig insect uit de familie Eurytomidae. De wetenschappelijke naam is voor het eerst geldig gepubliceerd in 1942 door Hesse.